# Nouméa International 2002
Die Nouméa International 2002 als offene internationale Meisterschaften von Neukaledonien im Badminton wurden vom 30. Oktober bis zum 1. November 2002 in Nouméa ausgetragen.

## Sieger und Platzierte
| Disziplin    | Gold                      | Silber                        | Bronze                        |
| ------------ | ------------------------- | ----------------------------- | ----------------------------- |
| Herreneinzel | Nick Marks                | Florent Mathey                | Fabien Kaddour                |
| Herreneinzel | Nick Marks                | Florent Mathey                | Nicolas Martoredjo            |
| Dameneinzel  | Valérie Sarengat          | Cécile Sarengat               | Bellenka Delmas               |
| Dameneinzel  | Valérie Sarengat          | Cécile Sarengat               | Johanna Kou                   |
| Herrendoppel | Nick Marks Thommy Sargito | Fabien Kaddour Florent Mathey | Sebastian Arias Anthony Barri |
| Herrendoppel | Nick Marks Thommy Sargito | Fabien Kaddour Florent Mathey | Kevin Katjawan Fabian Nadinim |